# Арне Мельберг
Бо Арне Еверт Мельберг (народився 18 грудня 1942 року в парафії Кунгсхольм у Стокгольмі) — шведський літературознавець. Мельберг — почесний професор літературознавства в Університеті Осло («Загальні літературні студії»).
Мельберг захистив докторську дисертацію в Стокгольмському університеті в 1973 році. У 1977 році співзаснував журнал Kris. У 1987 році став професором в Осло. Мельберг опублікував 25 книжок і написав багато есеїв для Svenska Dagbladet. Він також перекладав книги з англійської, французької та німецької мов.
У шлюбі з письменницею Енель Мельберг.

## Премії та нагороди
- Schückpris Шведської академії 1998
- Премія Шведської академії за есе 2014
- Премія Юна Ландквіста від Товариства Дев'яти 2015